# Nancy Garcia
Pour les articles homonymes, voir Garcia.
Nancy Garcia, née le 15 mars 1996 à Arles, est une karatéka française.

## Carrière
Elle est médaillée de bronze en kumite par équipe aux Championnats d'Europe de karaté 2018 avec Gwendoline Philippe, Léa Avazeri et Sophia Bouderbane.
Elle remporte la médaille d'or en plus de 68 kg aux Jeux méditerranéens de 2018.
Elle est médaillée de bronze en kumite en plus de 68 kg aux championnats d'Europe 2022 à Gaziantep ainsi qu'aux championnats d'Europe 2023 à Guadalajara.
Aux championnats d'Europe 2024 à Zadar, elle est médaillée de bronze en kumite des plus de 68 kg.